# Franjo Kuhač
Franjo Ksaver Kuhač, niem. Franz Xaver Koch (ur. 20 listopada 1834 w Osijeku, zm. 18 czerwca 1911 w Zagrzebiu) – chorwacki etnograf muzyczny.

## Życiorys
Urodził się w niemieckiej rodzinie, która w połowie XVIII wieku przeniosła się do Németbóly, a stamtąd, między 1828 a 1834 rokiem, do Osijeku. Po ukończeniu podstawowej edukacji przygotowywał się do zawodu nauczyciela pod okiem Josepha Becka w Donjim Miholjacu. Ukończył studia w konserwatorium w Peszcie w klasie fortepianu Ferenca Erkela. Uczył się też w Weimarze u Ferenca Liszta i w Wiedniu u Carla Czernego. Od 1858 do 1871 roku uczył w rodzinnym Osijeku gry na fortepianie. W 1871 roku przeniósł się do Zagrzebia, gdzie w latach 1871–1874 działał jako krytyk muzyczny, publikując na łamach czasopism „Narodne novine” i „Agramer Zeitung”. Od 1872 do 1876 roku wykładał teorię muzyki oraz grę na fortepianie w zagrzebskim instytucie muzyki.
Zbierał południowosłowiańskie pieśni ludowe, w latach 1878–1881 opublikował ze swoich zbiorów 1600 pieśni w 4 tomach, zaopatrując je w akompaniament fortepianu. Opublikował m.in. prace Katekizam glazbe: Prva hrvatska glazena teorija po J.Ch. Lobeu (Zagrzeb 1875, 2. wyd. poszerzone 1890), Vatroslav Lisinski i njegovo doba (Zagrzeb 1887, 2. wyd. poszerzone 1904), Ilirski glazenici (Zagrzeb 1893), Prva hrvatska uputa u glasoviranje (Zagrzeb 1896–1897), Moj rad (Zagrzeb 1904). W swoich pismach zajmował się zagadnieniem stylu narodowego, postulował włączenie folkloru w ramy nauczania muzycznego. Doszukiwał się historycznych wpływów chorwackiej muzyki ludowej w dziełach różnych kompozytorów, sformułował kontrowersyjną tezę o chorwackim pochodzeniu Josepha Haydna oraz Ferenca Liszta.